# Tiana (Italië)
Tiana is een gemeente in de Italiaanse provincie Nuoro (regio Sardinië) en telt 547 inwoners (31-12-2004). De oppervlakte bedraagt 19,3 km², de bevolkingsdichtheid is 28 inwoners per km².

## Demografie
Tiana telt ongeveer 228 huishoudens. Het aantal inwoners daalde in de periode 1991-2001 met 6,7% volgens cijfers uit de tienjaarlijkse volkstellingen van ISTAT. Het aantal 100-jarige mannen in dit dorp is gelijk aan het aantal 100-jarige vrouwen, een uniek verschijnsel, dat verklaard wordt uit de sociale verbanden en het respect dat ouderen hier genieten.
| Jaar | Inwoneraantal |
| ---- | ------------- |
| 1991 | 626           |
| 2001 | 584           |

## Geografie
Tiana grenst aan de volgende gemeenten: Austis, Desulo, Ovodda, Sorgono, Teti, Tonara.
Aritzo · Atzara · Austis · Belvì · Birori · Bitti · Bolotana · Borore · Bortigali · Desulo · Dorgali · Dualchi · Fonni · Gadoni · Galtellì · Gavoi · Irgoli · Lei · Loculi · Lodine · Lodè · Lula · Macomer · Mamoiada · Meana Sardo · Noragugume · Nuoro · Oliena · Ollolai · Olzai · Onanì · Onifai · Oniferi · Orani · Orgosolo · Orosei · Orotelli · Ortueri · Orune · Osidda · Ottana · Ovodda · Posada · Sarule · Silanus · Sindia · Siniscola · Sorgono · Teti · Tiana · Tonara · Torpè
1. ↑  https://demo.istat.it/?l=it.